# Border Outlaws
Border Outlaws è un film del 1950 diretto da Richard Talmadge.
È un western statunitense con Spade Cooley, Maria Hart e Bill Edwards.

## Produzione
Il film, diretto da Richard Talmadge su una sceneggiatura di Arthur Hoerl, fu prodotto da Jack Seaman per la Jack Schwarz Productions e la United International Pictures e girato nel French Ranch a Thousand Oaks e nell'Agoura Ranch ad Agoura, California, dal da metà agosto a fine agosto 1950. Il titolo di lavorazione fu Border Raiders.

## Distribuzione
Il film fu distribuito negli Stati Uniti dal 2 novembre 1950 al cinema dalla Eagle-Lion Classics.
Altre distribuzioni:
- nel Regno Unito (The Phantom Horseman) dalla Eagle-Lion Distributors Limited

## Promozione
Le tagline sono:
- IT TAKES MORE THAN A.38 WHEN YOU'RE GUNNING FOR A PHANTOM!
- GUNNING FOR A PHANTOM (Original poster)